# ストライカーコーポレーション
ストライカー・コーポレーションは、ミシガン州カラマズーに本社を置くアメリカの多国籍医療技術企業です。ストライカーの製品には、関節置換や外傷手術に使用されるインプラント、外科用機器や外科用ナビゲーションシステム、内視鏡および通信システム、患者搬送および緊急医療機器、神経外科、神経血管、脊椎デバイス、その他多くの医療分野で使用される医療デバイス製品が含まれます。
アメリカ合衆国内では、ストライカーの製品の多くが直接、医師や病院、その他の医療施設に販売されています。国際的には、ストライカーの製品は、自社所有の販売子会社や支店、および第三者のディーラーやディストリビューターを通じて、100か国以上で販売されています。

## ビジネスセグメント
ストライカーは、報告を3つの報告可能なビジネスセグメントに分けています：整形外科、医療および外科（MedSurg）、そして神経技術および脊椎です。
整形外科製品は、主に股関節および膝関節置換、外傷および四肢手術に使用されるインプラントで構成されています。
MedSurg製品には、外科用機器および外科用ナビゲーションシステム（インストゥルメンツ）、内視鏡および通信システム（エンドスコピー）、患者搬送および緊急医療機器（メディカル）、および再生および再製造された医療機器など、様々な医療分野で使用されるその他の医療デバイス製品が含まれています。
ストライカーの神経技術および脊椎製品には、神経外科および神経血管デバイスを含む製品ポートフォリオがあります。その神経技術製品には、最小侵襲的な血管内技術に使用される製品や、従来の脳および開頭底外科手術用の製品ライン、合成骨移植材や脊椎拡大製品を含む整形生物学製品および生物手術製品、および急性虚血性および出血性脳卒中の治療のための最小侵襲製品が含まれます。また、ストライカーは、脊椎損傷、変形および変性療法に使用される頚椎、胸腰椎、および椎体間システムを含む脊椎インプラント製品の開発、製造、および販売も行っています。

## 歴史
整形外科フレーム会社、ストライカー・コーポレーションの前身は、1941年にミシガン州カラマズーの整形外科医であり、1925年にミシガン大学医学部を卒業したホーマー・ストライカー博士によって設立されました。ストライカーは、ターニングフレームと呼ばれる移動式病院ベッドを開発しました。このベッドは、患者の必要な体の不動を保ちながら患者を再配置することができました。また、キャストカッター（ギプスを切除する装置で、下にある組織を傷つけることなくギプス材を取り除くことができる）やウォーキングヒールなども開発しました。1964年には、会社名が正式にストライカー・コーポレーションに変更されました。
1979年、ストライカーは株式公開を行い、その後オステオニクス・コーポレーションを買収し、股関節、膝、その他の整形外科インプラント市場に参入しました。1999年の年間売上は21億ドルに達し、2000年には初めてS&P 500およびフォーブス・プラチナム400に含まれました。2002年には売上が30億ドルに達し、ストライカーは初めてフォーチュン500に掲載されました。
2003年、スティーブン・P・マクミランがストライカーの社長兼CEOとして加わりました。2005年には年間売上が49億ドルに達し、ジョン・W・ブラウンは取締役会会長という単一の役割に移行し、2010年にはその役職から引退しました。その後、マクミランが社長兼CEOとなりました。2007年には、ストライカーは自社のフィジオセラピー・アソシエイツ部門をプライベート・エクイティ・ファームのウォーター・ストリート・ヘルスケア・パートナーズに1億5000万ドルで売却しました。2012年2月、マクミラン氏が辞任し、カート・R・ハートマンが暫定最高経営責任者および副社長兼最高財務責任者に任命されました。ウィリアム・U・パーフェットが非常勤取締役会長に任命されました。2012年10月1日、ケビン・A・ロボが社長兼最高経営責任者に任命されました。
2012年末時点で、ストライカーは約22,000人のグローバル従業員を擁し、年間売上は87億ドルに達していました。その売上の35％はアメリカ合衆国外であったとされています。

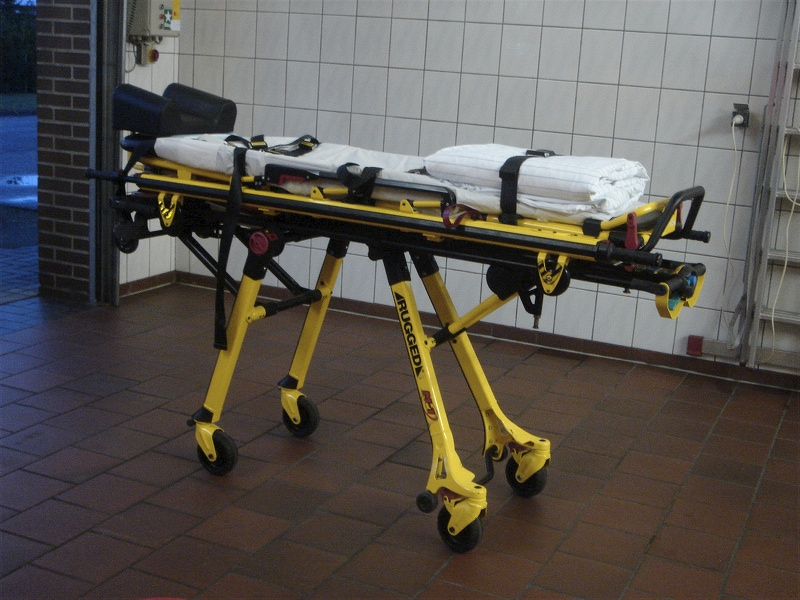
Stryker Roll-In-Stretcher

2012年のグローバル市場概観で、ストライカーはトップメディカルテクノロジー企業の中で10位にランクインし、ポートフォリオ全体の売上が86億ドルを超えました。さらに、同社は世界の再建市場で35％の市場シェアを保持し、世界のMedSurg市場で50％、世界の神経技術および脊椎市場で15％の市場シェアを維持しています。
ストライカー社は、ヘルマン・サイモンの著書『ヒドゥン・チャンピオンズ』において、他の中小企業の模範として取り上げられました。また、ストライカーは最近、ジョンソン・エンド・ジョンソンの元幹部であるロブ・フレッチャーを新しい最高法務責任者（Chief Legal Officer）として採用しました。